# ロコガイド
株式会社ロコガイド（Locoguide Inc.）は、チラシ・買い物情報サービスである「トクバイ」や地域のよりみち情報サービスである「ロコナビ」を手掛けていた企業。

## 概要
2016年7月1日にクックパッドからの新設分割により株式会社トクバイとして設立。設立の半月後に「トクバイ」のサービスを開始、2017年には「ロコナビ」のサービスを開始した。
穐田誉輝が筆頭株主を務めているロコガイドとくふうカンパニーは2021年5月14日に、同年10月1日付で共同持株会社設立による経営統合を行う事を発表。ロコガイドは同年9月29日に上場廃止となり、同年10月1日付で株式会社くふうカンパニー（2代、後のくふうカンパニーホールディングス）がロコガイドに代わって株式上場を行い、ロコガイドはくふうカンパニー（2代）の完全子会社となった。
2025年1月1日付で株式会社くふうAIスタジオ（同日付で株式会社くふうカンパニー（3代）に商号変更）へ吸収合併され、ロコガイドは解散。ロコガイドが手掛けていた事業はくふうカンパニー（3代）が継承した。

## 沿革
- 2016年
  - 7月1日 - 株式会社トクバイとして設立。
  - 7月19日 - チラシ・買い物情報サービスである「トクバイ」のサービスを開始[6]。
- 2017年7月 - 地域のよりみち情報サービスである「ロコナビ」のサービスを開始。
- 2019年8月1日 - 商号を株式会社ロコガイドへ変更[7]。
- 2020年6月24日 - 東京証券取引所マザーズ上場。
- 2021年
  - 5月14日 - ロコガイドとくふうカンパニーが、2021年10月1日に経営統合を行うことを発表。
  - 9月29日 - 東京証券取引所マザーズ上場廃止。
  - 10月1日 - くふう中間持株会社（9月30日にくふうカンパニー（初代）から商号変更）との共同株式移転を実施し、ロコガイドはくふうカンパニー（2代）の完全子会社となる。
- 2025年1月1日 - くふうAIスタジオ（同日付でくふうカンパニー（3代）に商号変更）へ吸収合併され解散。